# フロールヴ・クラキ

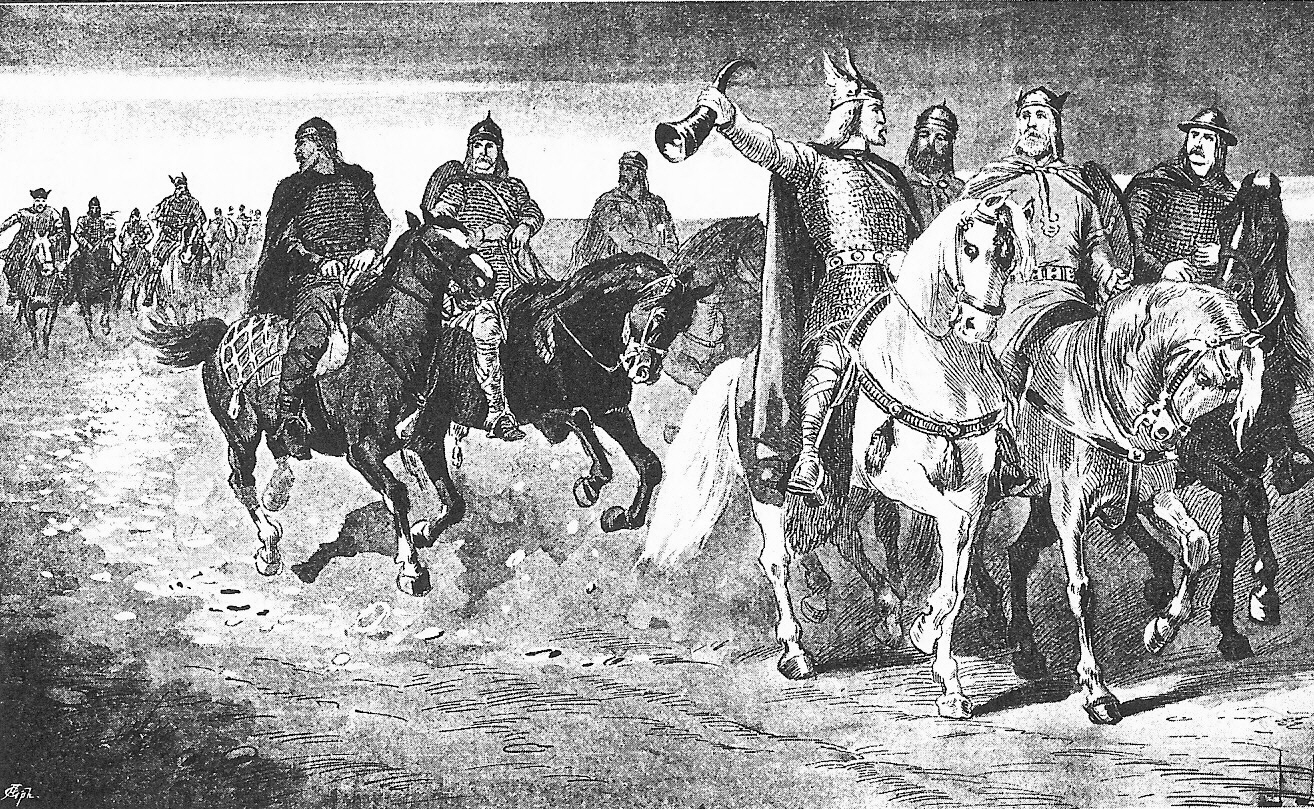
スウェーデンの軍勢から逃れるために黄金を播くフロールヴ・クラキ、イェニー・ニュストレム画（1895年）。

フロールヴ・クラキ（Hrólfr Kraki、6世紀前半）、フローズルフ、ロルフォ、ロルー、ロルブ・クラゲ あるいは ロルフ・クラーウ（Hroðulf, Rolfo, Roluo, Rolf Krage ）は、アングロ・サクソンとスカンディナヴィアの伝承に登場する伝説のデンマーク王。北欧で最良の剣と謳われた剣スコヴヌングを所有していた。。
いずれの伝承でもフロールヴをデンマークのスキョルドゥング（古ノルド語: Skjǫldungs, シュルディング 英: Scylding）の一員で、フロースガール（Hroðgar）の甥、ヘアルフデネ（Healfdene）の孫としている。アングロ・サクソンとスカンディナイヴァの伝承は同じ人々を扱っているとするのが一致した見解である。「ベーオウルフ」と「ウィードシース」ではフロールヴとフロースガールとの関係や、彼らとフロージやインゲルドとの間の対立を扱う以上のことはしないが、他方スカンディナヴィアの資料は彼のライアの王としての生涯と、フロースガールの兄弟ハールガとの関係を更に詳しく説明する。
「ベーオウルフ」と「ウィードシース」では、フロースガールとフローズルフのおじと甥の関係がどのようなものであったかを明かすことはない。

## 「ベーオウルフ」
叙事詩「ベーオウルフ」ではフローズルフ（Hroðulf）を血縁者として紹介する。その後、フローズルフはフロースガールの甥であり、互いに忠実であったと説明する。フロースガールには3人のきょうだいがいて、それはヘオロガール（Heorogarc）とハールガ（Halga）の兄弟と名前が不明な姉妹であるが、彼らはみなヘアルフデネの子であり、シュルディング（Scylding）として知られるの一族だった。「ベーオウルフ」ではフロースガールの兄弟の誰がフローズルフの両親であるか示されていないが、後代のスカンディナヴィアの伝承ではハールガを父としている。
フロースガールと王妃ウェアルフセーオウ（Wealhþeow）には2人の幼い息子フレースリーチとフロースムンド（Hreðric, Hroðmund）がいて、フロースガールが亡くなった場合フローズルフが彼らの後見人になるとされる。故意に皮肉を込めた一節によれば、王妃がフローズルフを信頼する様子が描かれ、彼が王座を奪うため自分の息子たちを殺害するとは思っていない。

| --Ic minne can glædne Hroðulf, þæt he þa geogoðe wile arum healdan, gyf þu ær þonne he, wine Scildinga, worold oflætest; wene ic, þæt he mid gode gyldan wille uncran eaferan, gif he þæt eal gemon, hwæt wit to willan and to worð-myndum umbor wesendum ær arna gefremedon. | --For gracious I deem my Hrothulf, willing to hold and rule nobly our youths, if thou yield up first, prince of Scyldings, thy part in the world. I ween with good he will well requite offspring of ours, when all he minds that for him we did in his helpless days of gift and grace to gain him honor! | 優しきフローズルフ殿の 心立てはよう存じておりますが、シュルディング人（びと）の君よ、 たとい殿があの世へと先立たれましょうとも、フローズルフの殿は、 若年の御子たちを守（も）り立てて下されましょう。 思いまするに、かつて甥御が未だ幼少のみぎり、 われらが甥御の望みをかなえ、引き立てようと 尽くしたることをすべて憶えておいでならば、 必ずやわれらが御子たちに酬いて下されましょう。 |  |

現存するスカンディナヴィアの資料にはフロースガールの息子フレースリーチとフロースムンドの存在について何も触れていない（しかしフレースリーチは一般的にデンマーク王インギャルド（Ingjald）の息子、あるいは後継ぎのフローリク（Hroerekr）あるいはローリクス（Roricus）と同一人物であることが示唆される）。このフローリクは時に「ベーオウルフ」の伏線の正当性を証明するために、時にフロールヴに殺害されたといわれる。
シュルディングはフローダと彼の息子インゲルド率いる他の氏族あるいはヘアゾベアルドという名の一族と対立していた。フローズルフ（Hroðulf）が登場するもうひとつの古英語詩「ウィードシース」では、この戦いに関連する事柄の中で彼についての言及がある。

### フロールヴとフローズルフ
一般的にフロールヴ・クラキは「ベーオウルフ」の登場人物でフロースガールの甥フローズルフと同一視される。「ベーオウルフ」ではフローズルフがフロースガールの息子フレースリーチとフロースムンドから王座を簒奪しようとする予兆が見られるが、これは『デンマーク人の事績』（第二の書）にも「王は貪欲なボークの息子レーリク〔ママ〕（Rorik）を打ちのめし　臆病者を死にまきこんだ」」と言及される。レーリク（Rorik）はフレースリーチ（Hreðric）のデンマーク語化した形であると考えられ、レーリク（Rorik）やフレーク（Hrok）、あるいはそれに類似した名前の登場人物が、フロールヴ・クラキの伝説のほとんどに見られる。しかしスカンディナヴィアに伝わる伝説では、殺害の原因の説明が異なっていて、あたかもこのフレースリーチ / レーリク/ フレーク（Hreðric / Rorik / Hrok）が誰であるかは忘れられ、その後さまざまな物語の語り手が古い詩の中で、この人物を言及するために詳細をでっち上げたかのようである。未来に起こるフレースリーチの殺害は、詩の冒頭で将来ヘオロットの館が燃える時に起きたのかもしれない。しかし、この描写をアイスランドの資料の中で義弟ヒョルヴァルズの手により燃える自分の館で死んだとされるフロールヴ・クラキの伝説的な死を指すとする向きもある。

### ベーオウルフとビャルキ
ベーオウルフ自身がフロールヴ・クラキの物語の登場人物と「同源」であるならば、ベーオウルフはボズヴァル・ビャルキ（Bödvar Bjarki / Bodvar Biarke）とするのが標準的な見方であり、より若い仲間のヒャルティ（Hjalti）あるいはヒャルテ（Hialte） は、おそらく「ベーオウルフ」のウィーイラーフに当たる。ベーオウルフはイェアートランド（ Geatland、すなわちイェータランド（Götaland）からやってくるが、ボスヴァル・ビャルキの年長の兄のソーリルはイェータランドの王になる。さらに、ボズヴァル・ビャルキはベーオウルフのように、イェータランド（イェーアトランド）からデンマークへやって来ると、2年間宮廷を荒廃させた獣を殺す。『フロールヴ・クラキのサガ』の怪物は「ベーオウルフ」のグレンデルとは似つかず、むしろ「ベーオウルフ」で後に登場する典型的な竜のような造形をしている。ベーオウルフとウィーイラーフが「ベーオウルフ」の終わりで竜を殺すように、デンマークでボズヴァル・ビャルキとヒャルティはお互いに助け合ってその怪物を殺すのである。
J.R.R.トールキンのように 、この説の支持者はベーオウルフ（「bee-wolf」は文字通り「クマ」のケニングである）とビャルキの双方がクマと関連付けられると主張している。ボスヴァル・ビャルキは幾度となくクマと関連づけられ、実際に彼の父はクマである。
フロールヴ・クラキの資料の中のいくつかでは、ボスヴァル・ビャルキはヴェーネルン湖氷上の戦いでアジルスの叔父アーリを倒すのを支援している。ベーオウルフではエーアドイルスがオネラと戦ったときにエーアドイルスを支援している。このスウェーデンにおける冒険に限れば、ベーオウルフとボスヴァル・ビャルキは全く同一である。この一致は、竜をめぐる冒険も元々は同じ物語から派生したとする仮説を補強している。

### フロースガールとフローアル
デーン人の王フロースガールは、フローアル（Hróar）あるいはロエ（Ro）と同一視される。彼は「ベーオウルフ」以外の資料ではフロールヴ・クラキの叔父であり、兄のヘルギ（Helgi）の共同統治者である。しかしそれらの中でフローアル（Hróar / Hroðgar）は兄弟に先立ち死ぬ、あるいは妻の王国を治めるためにノーサンバーランドへ出立し、ヘルギ（Helgi / Halga）がデンマークを単独で統治する。「ベーオウルフ」ではハールガ（Halga/Helgi）が死んでフロースガールが第一位の統治者に、ハールガの息子フローズルフが年少の共同統治者になっている。
さらに、「ベーオウルフ」で言及されているスウェーデン王は5世紀と6世紀のウプサラのスウェーデン王（スウェーデンの伝説の王の一覧も参照）と的確に一致している。これは「ベーオウルフ」とフロールヴ・クラキの伝説の共通の起源とは何ら関係なく、伝承された系図がそのまま反映されている。
| ベーオウルフ                    | フロールヴ・クラキ、 ヘイムスクリングラ など | 関係                 |
| ------------------------------- | -------------------------------------------- | -------------------- |
| オンゲンセーオウ （Ongentheow） | エギル（Egil）・アンガンチュール（Angantyr） | オッタルとアーリの父 |
| オーホトヘレ（Ohthere）         | オッタル（Ottar）                            | アーリの兄弟         |
| オネラ（Onela）                 | アーリ（Áli）                                | オッタルの兄弟       |
| エーアドイルス （Eadgils）      | アジルス （Adils）                           | オッタルの息子       |

## 「ウィードシース」
古英語詩「ウィードシース」ではフロースガールとフローズルフについて言及されているが、インイェルド（Ingeld）との確執は、後者がヘオロットで敗北するまで終わらなかったことを暗示する。

| Hroþwulf ond Hroðgar heoldon lengest sibbe ætsomne suhtorfædran, siþþan hy forwræcon wicinga cynn ond Ingeldes ord forbigdan, forheowan æt Heorote Heaðobeardna þrym. | Hroðulf and Hroðgar held the longest peace together, uncle and nephew, since they repulsed the Viking-kin and Ingeld to the spear-point made bow, hewn at Heorot Heaðobard's army. | 甥と叔父の間柄であった フロースウルフとフロースガールは、 ウィーチング族を追いやり、 インイェルドの軍勢を敗走させ、 ヘオロットでヘアゾベアルド族の軍隊を滅ぼした後、 かなり長い間平和を保った。 |  |

この箇所はシュルディングのフロースガールとフロースウルフ対ヘアゾベアルドのフロージとインゲルドの争いが、アングロ・サクソン時代のイングランドではよく知られていたことを示している。この紛争はスカンディナヴィアの資料にも現れるが、ヘアゾベアルドの一族は明らかに忘れられており、争いは内輪揉めに入れ代わっている（「フロールヴ・クラキのサガ」と「スキョルドゥンガ・サガ」参照）。

## ライア年代記とルンド年代記

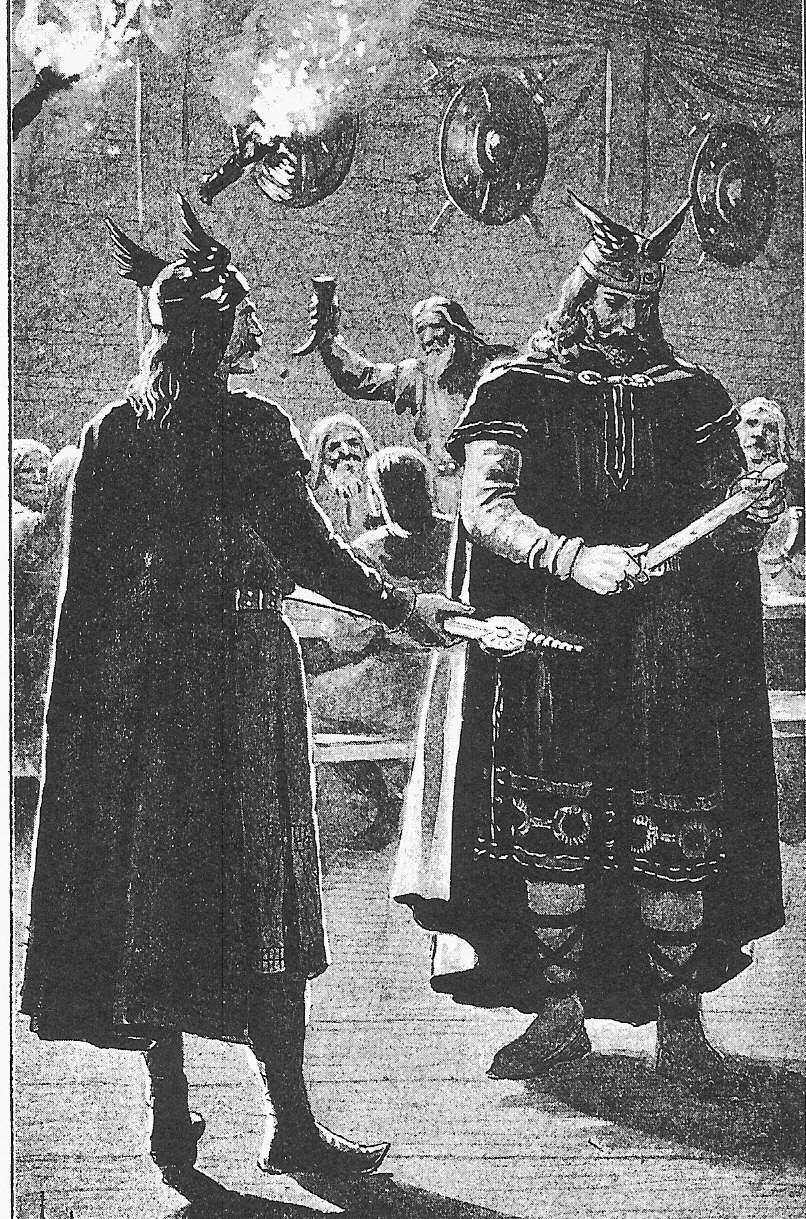
ヒョルヴァルズとフロールヴ・クラキ。イェニー・ニュストレム画(1895)。

『ライア年代記』とそれに付属する『ルンド年代記』では、ハルダン（Haldan / Healfdene）はヘルゲ（Helghe / Halga）とロー（Ro / Hroðgar）の2人の息子がいたとしている。ハルダンが高齢で死ぬとヘルゲとローは王国を継ぎ、ローは陸地をヘルゲは海を治めた。ある日、ヘルゲはハッランドあるいはロランに到着してローの農民の娘のひとりであるトーラと共寝し 、生まれた娘はユルサと名付けられた。ずっと後になってからヘルゲはユルサと出会い、彼女が自分の娘と知らないままロルブを孕ませた。ついにヘルゲはユルサが自分の娘であると知り、慚愧の念から東へ行って自殺する。
ヘルギとローが死ぬとエーアドイルスに相当する『ライア年代記』ではハーコン（Hakon）、『ルンド年代記』ではアティスル（Athisl）と呼ばれるスウェーデン王がデーン人に犬を王として受け入れるよう強いる。犬の王の後をロルブ・クラゲ（Rolf Krage）が継ぐ。
ロルブ・クラゲは体も度量も大きな人物で、とても寛大でもあったため誰も彼に同じことを2度頼むことはなかった。彼の妹スクルダ（Skulda）はロルブの意志に反してスコーネの総督でドイツ人の ハルトワール（Hartwar）、あるいは ヒャルワルト（Hiarwarth / Heoroweard）に嫁ぎ、ロルブはスクルダと彼にスウェーデンを与えた。
ハルトワールは大軍を率いてシェランへ至ると、ロルフに敬意を表したいと言った。しかしロルフは彼の部下全員と一緒に殺害された。ハルトワールへ忠誠を誓うふりをしたヴィグだけが生き残った。ヴィグはハルトワールを剣で刺し貫き、こうしてハルトワールはただ一朝だけの王になった。

## 『デンマーク人の事績』
サクソ・グラマティクスが著した『デンマーク人の事績』の第二書には『ライア年代記』や『ルンド年代記』と概ね同じ消息が伝えられる。すなわちロエ（Ro / Hroðgar）とヘルゴ（Helgo / Halga）はハルダヌス（Haldanus / Healfdene）の息子だった。ハルダヌスが高齢で死去すると、ローは陸をヘルゴは海を相続した。ある日、ヘルゴが海をさまよいトーレへ至った。そこで若い娘トーラを強姦し、トーラはウルサ（Urse /ユルサ Yrsa）を孕んだ。何年も後、ヘルゴはトーレへ戻り、トーラは処女を失ったことへの復讐をするためにウルサをヘルゴの元へ送り、何も知らずにヘルゴは自分の娘を犯した。その結果ロルー（Roluo）が生まれたが、彼は身体的にも知的にも恵まれた人間で、背の高さと同じくらいに勇敢だった。しばらくしてヘルゴはスウェーデンの侵略を撃退し、スウェーデン王ホトブロート（Hothbrodd）を殺害し、スウェーデン人に献納を課した。しかし彼はウルサとの近親相姦を恥じて自殺し、ロルーが後を継いだ。
スウェーデンの新たな王アティスル（Athislus / Eadgils）はデンマーク王の母と結婚すれば献納を減らせるかもしれないと考え、ウルサを王妃とした。しかしウルサはスウェーデン王の貪欲さに腹を立て、王から逃げると同時に彼の富を奪う策略を巡らせた。彼女はロルーに歯向かえとアティスルを唆し、富を贈り物として贈ると言ってロルーを招く準備をさせた。
宴会の席において、はじめ2人が親しげにしている様子にアティスルが意見するまで母親はロルーが分からなかった。スウェーデン王とロルーは、ロルーの忍耐力を証明する賭けをした。ロルーは下女がもうこれ以上その光景を見るに耐えられず、ついに火を消すまで炎の正面に身を置かれた。ロルーの忍耐にアティスルは大いに報いた。
宴会は3日間続き、ウルサとロルーは早朝スウェーデン王の財宝全てを積んだ馬車に乗ってウプサラから逃げた。荷を軽くし、追ってくる戦士の注意を引くために、彼らは通った道に金をばらまいた（後にこれは「フューリルの野の種まき」と呼ばれる）。ウルサは金メッキされた銅をまいただけだとも噂された。アティスルは逃亡者を追いかけたが、貴重な指輪が地面に落ちているのを見て拾うためにかがんだ。ロルーはスウェーデン王が跪いているのを見て喜び、母と一緒に船に乗って逃亡した。
ヴィゴ（Wigg）という名の若者はロルーの身体の大きさに感動し、彼に梯子の代わりに使う背の高い木の幹を意味するクラゲ（Krage）をあだ名につけた。ロルーはこの名前が気に入りヴィゴに重い腕輪を与えた。ヴィゴもロルーが殺害されたときには復讐するとロルーに誓った。のちにロルーがアティスルを打ち倒し、スウェーデンはロルーの妹スクルドと結婚したヒャルトアール（Hiartuar / Heoroweard）という若い男に与えられた。しかしスクルドは夫がロルーに税を払わなければならないことを嫌い、ロルーに反抗するようヒャルトアールを焚きつけた。彼らは敬意を表すると装い、武器を船に隠してロルーが建設したライアへ行った。
彼らは歓待されたが、宴会の後ほとんどの者が酔いつぶれてしまうと、スウェーデン人とゴート人（つまりイェアート人）はロルーの邸宅にいる者を皆殺しにし始めた。長い戦いのあと、ロルーの勇士ビャルキは仲間のハルティに起こされるまでクマの生き霊の姿をして戦ったが、ゴート人は勝利しロルーは殺害された。
ヒャルトアールはヴィゴに自分に仕えて戦うたいかとたずね、ヴィゴはそうだと答えた。ヒャルトアールはヴィゴに剣を与えようとするが、ヴィゴは剣を柄の方から受け取りたいと主張した。柄を握るとヴィゴはヒャルトアールを剣で刺し貫きロルーの復讐を果たした。スウェーデン人とゴート人が殺到してヴィゴを殺した。スウェーデン王でアティルスの兄弟ホテルス（Høtherus, 神ホズに基づく）はロルーの後を継ぎ、スウェーデンとデンマークの両王となった。

## フロールヴ・クラキのサガ
『フロールヴ・クラキのサガ』ではハールダン（Halfdan / Healfdene）には息子のヘルギ（Helgi /Halga）とフローアル（Hróarr /Hroðgar）、そして娘のシグニューの3人の子がいる。シグニューが最年長でセーヴィル候に嫁ぎ、息子のフローク（Hrókr）を得た。ハールダンは兄弟のフロージ（Fróði / Froda）に殺され、2人の兄弟（ヘルギとフローアル）はフロージを殺して父の復讐を果たすまでヴィーヴィルという男の下へ身を寄せた。フローアルがノーサンバーランドへ行き、王の娘と結婚すると、ヘルギ（つまりハールガ）はサクスランドへ好戦的な女王オーロヴ（Oluf）に求婚しに行った。しかしオーロヴはヘルギに興味はなく、彼が眠っている間に頭を剃りタールまみれにして船へ送り返した。しばらく経ってからヘルギは戻り、策略を用いて女王を誘拐してその間に彼女を妊娠させた。
自身の王国に戻ると女王は女の子を産んだが、彼女は犬にちなんでその子をユルサ（Yrsa）と名付けた。ユルサは12歳になるまで羊飼いとして生活したが、父のヘルギに会ったとき、彼は彼女が自身の娘と知らないまま恋に落ちた。オーロヴは彼らが親子関係にあることを黙っていて、そしてヘルギが自身の娘と結婚することで復讐できるとみなしていた。ヘルギとユルサは息子のフロールヴ（Hrólfr）をもうけた。
ヘルギとユルサが幸せに暮らしていることを聞き、オーロヴはデンマークへ行き娘に真実を告げた。ヘルギは関係を続けたいと思ったが、衝撃を受けたユルサは彼を残して去ると主張した。のちにユルサはスウェーデンの王アジルス（Aðils / Eadgils）に王妃に望まれ連れていかれたが、それはヘルギをより一層不幸にした。ヘルギは彼女を取り戻しにウプサラへ行くが、戦いでアジルスに殺された。ライアで息子のフロールヴが彼の後を継いだ。
フロールヴは間もなく頑強なフロームンド（Hrómundr harði）、射手フロールヴ（Hrólfr skjóthendi）、スヴィプダグ（Svipdagr）、ベイガズ（Beigaðr）、せっかちのフヴィトセルク（Hvítserkr inn hvati）ハクラング（Haklangr）、ハルズレヴィル（Harðrefill）、勇者ハキ（Haki inn frækni）、大力のヴォートリ（Vöttr inn mikilaflaði）、スタロールヴ（Starólfr）、勇敢のヒャルティ（Hjalti inn hugprúði）そしてボスヴァル・ビャルキ（Bödvar Bjarki）という名の12人の偉大なベルセルクを招集した。
しばらくして、ボスヴァル・ビャルキはフロールヴに、戦いの後アジルスがヘルギから取った黄金を奪うためにウプサラへ行こうと勧めた。フロールヴは120人の配下と12人のベルセルクと共に出発したが、休みを取っていると（オーディンが変装した）フラニという農夫に試みられた。彼は数を頼みにしてもアジルスには勝てないから12人のベルセルク以外の兵士は全員送り返すように助言した。
彼らは初めこそ歓迎されたが、アジルスは自身の広間で落とし穴や伏兵で攻撃してフロールヴを足止めしようとした。最後にはアジルスも彼らをもてなしたが、彼らは火のそばで計り知れない熱に耐える試練に晒された。フロールヴと彼のベルセルクはもうたくさんだと火を送り込んで来た廷臣らを火の中へ放り込みアジルスに襲い掛かった。スウェーデンの王は広間に立つ中が虚ろな木の幹を通って姿を消した。

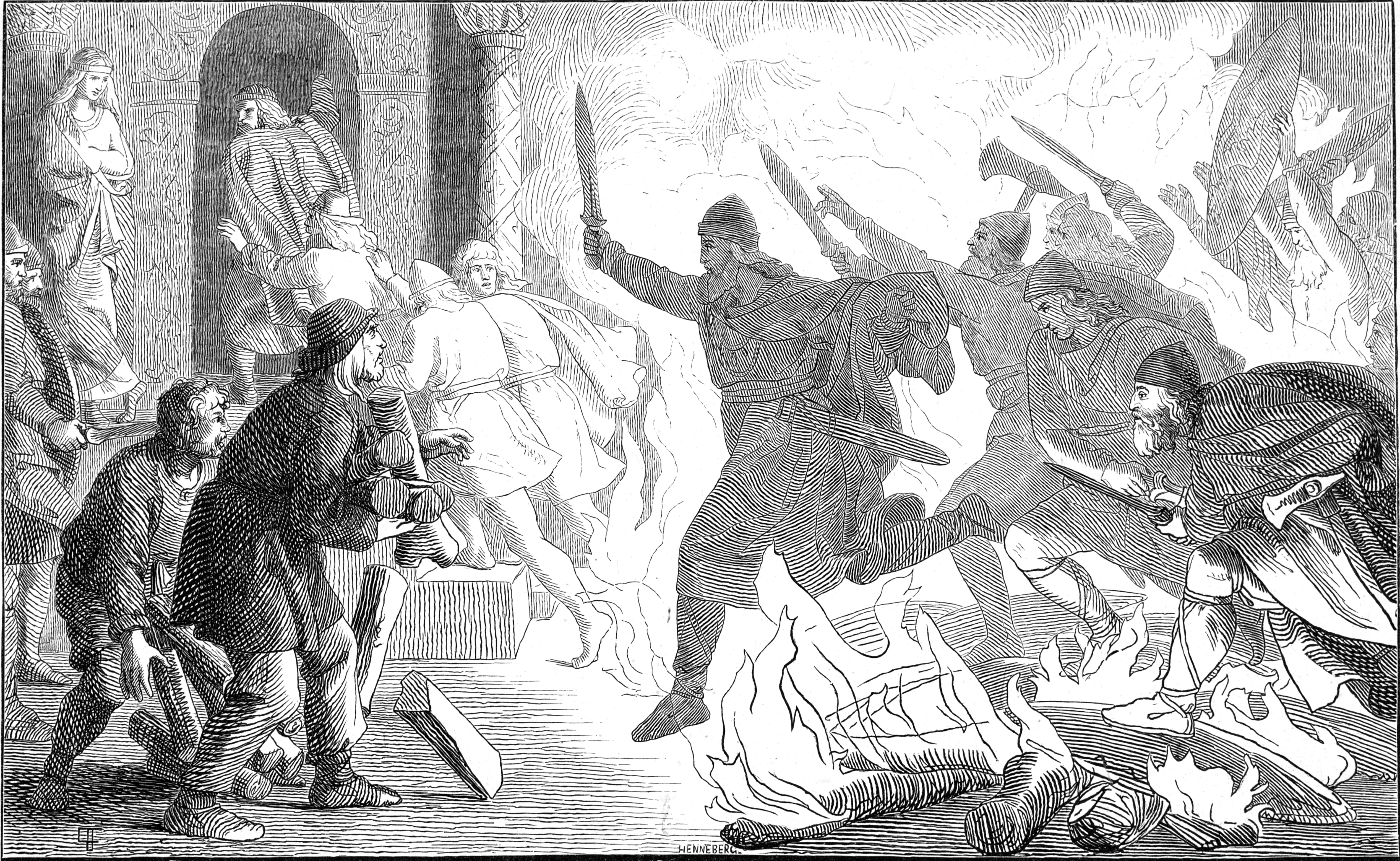
フロールヴ・クラキと彼の戦士たちは炎を飛んで横切る。ローランス・フレーリク画。19世紀の書籍。

ユルサは自分の息子を殺そうとしたアジルスを諌め、デーン人たちに会いに行った。彼女はヴォジという名前の男を彼らを楽しませるために与えた。このヴォジはフロールヴが細い顔が梯子に使う柱、クラキ（Kraki）のようだと言った。新しいあだ名を喜んだフロールブはヴォジに黄金の指輪を与え、ヴォジは誰かがフロールヴを殺したら復讐すると誓った。フロールヴと彼の仲間たちはイノシシの姿をしたアジルスに仕えるトロールに襲撃されるが、フロールヴの犬のグラムが殺した。
彼らはアジルスが広間に火を放ったことを知ると、そこを飛び出したが重武装の兵士たちに取り囲まれているのがわかった。戦いの後、アジルスは援軍を呼ぶために撤退した。
するとユルサは黄金と宝石を満たした銀の角杯と有名な指輪スヴィーアグリス（Svíagris）を息子に与えた。それから彼女は12人の配下とスウェーデン王に最高の馬と彼らに必要な甲冑と食料を与えた。
フロールヴは母に分かれを告げるとフューリルの野を越えて旅立った。彼らがアジルスとその軍勢が追ってくるのを見て、黄金を後ろへばら撒いた。アジルスは大事なスヴィーアグリスが地面に落ちているのを見て槍を使って拾い上げた。するとフロールヴ（英文ではHrólf。おそらくタイポ）はアジルスの背中を切りつけ、スウェーデンで最も権力のある男の背中を曲げてやったと勝ち誇った。
フロールヴはしばらくの間平穏に過ごした。しかしフロールヴに従属する王のひとりのヒョルヴァルズ（Hjörvarðr / Heoroweard）と結婚した半エルフの異父妹のスクルド（Skuld）が、夫を使ってフロールヴに敵対し始めた。3年分の貢物を一度に納めるまで待つという口実のもと、スクルドは強力な兵士や犯罪者、エルフ、そしてノルンを含む強大な軍勢を集結させる。彼女はセイズ（魔法）を使って巨大な集団をフロールヴと彼の従者たちの目から隠した。
スクルドはデンマークの支配者となったが、うまくは治めることができなかった。ボスヴァル・ビャルキの兄弟のエルク・フロージと犬足のソーリルはデンマークへ行き、兄の復讐を果たした。スウェーデンの王妃ユルサはヴォッグが率いるスウェーデンの大軍を彼らに与えた。彼らはスクルドが魔法を使う前に捕らえ、拷問して殺害した。その後彼らはフロールヴ・クラキのために塚を築き、彼の剣スコヴヌングと共に荼毘に付した。

## 「スキョルドゥンガ・サガ」
「スキョルドゥンガ・サガ」によると、ヘルゴ（Helgo / Halga）は兄弟のロア（Roas / Hroðgar）と共にデンマークの王だった。ザクセンの女王オラヴァ（Olava）を強姦し、彼女はユルサ（Yrsa）という名の娘を産んだ。その少女は後にスウェーデンの王アジルス（Adillus / Eadgils）と結婚し、スクルダ（Scullda）をもうける。
数年後、ヘルゴはスウェーデンへ攻撃をしかけてユルサを捕らえたが、彼女が自分の娘であることは知らなかった。ヘルゴはユルサを強姦すると、デンマークへと連れて帰り、そこでユルサは息子のロルフォ（Rolfo）を産んだ。2、3年後、ユルサの母オラヴァはユルサのもとを訪れ、ヘルゴが彼女の父親であると明かした。恐怖のうちに、ユルサは息子を置き去りにしてアジルスのもとへ戻った。ロルフォが8歳のときにヘルゴは死に、ロルフォは父の後を継いでおじのロアと共に国を治めた。それほど間を置かずに、ロアは異母兄弟の Rærecus とフロド（Frodo）に殺害され、ロルフはデンマークの単独の王となった。
スウェーデンでは、ユルサとアジルスはスクルダをエーランドの王ヒョルヴァルドゥス（Hiørvardus, Hiorvardus あるいは Hevardus とも。「ベーオウルフ」のヘアロウェアルドに当たる）と結婚させた。彼女の異父兄ロルフォはこの結婚について相談されていなかったため、激怒してエーランドを襲撃し、ヒョルヴァルドゥスと彼の王国をデンマークに従属させた。
しばらくして、アジルスはオップランドのアーリ（Ale / Onela）と戦う援軍をロルフォに求め、ロルフォは彼のベルセルクを派遣した。アジルスは戦いに勝利したが、期待されていた援軍への贈り物を贈るのを拒否したため、ロルフォは支払いを求めてウプサラへやって来た。罠から生き延びた後、母のユルサの助言によりロルフォはアジルスの黄金を持って逃亡し、フィーリス河原へ「蒔いた」。
ヒョルヴァルドゥスと彼の王妃スクルダはロルフォに叛逆し、彼を殺害した。しかし、ヒョルヴァルドゥスはロルフォを殺した後長くは生きられなかった。ロルフォの後を継いだのは父のいとこのRörekだったが、彼はスコーネをValdarに明け渡してしまったため、保持できたのはシェランだけだった。

## 「詩語法」

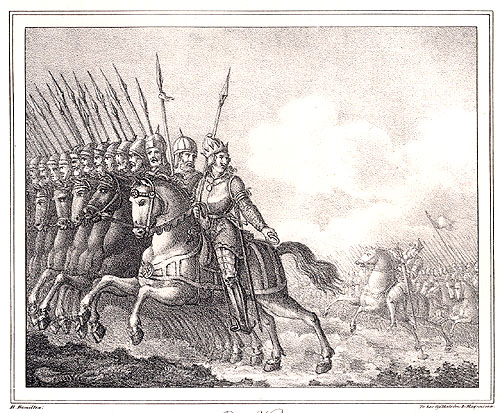
"Rolf Krake sår guld på Fyrisvall" （1830年）Huge Hamilton画。 フューリルの野でフロールヴ・クラキはスウェーデン王から逃げる。

スノッリ・ストゥルルソンの「詩語法」には黄金が何故「クラキの種」というケニングとして知られるのかを説明するためにフロールヴ・クラキの物語が登場する。
スノッリはフロールヴを勇敢さと寛大さ、そして礼儀正しさで最も知られるデンマークの王であると説明する。ある日ヴェッグ(Vöggr）という貧しい少年がやって来て、こんな偉大なる王が小さな柱（クラキ）のように見えると驚いてみせた。フロールヴはヴェッグが自分に名を付けてくれたと言い、ヴェッグに黄金の指輪を褒美として与えた。ヴェッグは感謝し、もしも王が殺されたなら自分が復讐すると誓う。
2つ目はスウェーデンの王アジルス（Aðils / Eadgils）が、ノルウェーの王アーリ（Áli / Onela）との戦争の物語で、彼らはヴェーニル湖氷上の戦いを戦った。アジルスはフロールヴの母ユルサと結婚したため、フロールヴに使節を送りアーリと戦う救援を求めた。彼は報酬として3つの貴重な贈り物を受け取るだろうと言った。フロールヴはザクセン人と戦っていたため自身は赴くことができなかったが、12人のベルセルクを行かせた。この戦いでアーリは死に、アジルスはアーリの戦いのイノシシの兜とラヴンを手に入れた。ベルセルクたちは報酬として各人3ポンドの黄金を支払うことと、アジルスがフロールヴに約束した贈り物を選ばせろと要求したが、そのうちの2つは何ものも貫けない防具、すなわち戦いのイノシシの兜と鎧フィンズ・ヘリテージ（Finn’s heritage）だった。彼らは名高い指輪スヴィーアグリス（Svíagris）も欲した。アジルスは支払いが法外であると考えて拒否した。
アジルスが報酬の支払いを拒んだと聞いて、フロールヴはウプサラへ向かった。彼らは船をフューリ川へ運び、12人のベルセルクと共にウプサラにあるスウェーデン王の広間へ直接乗り込んだ。ユルサは彼らを歓迎し、彼らの寝る場所へ案内した。彼らのために火が焚かれ、酒が振舞われたが、火の上に薪を積み過ぎたため彼らの衣服が燃え落ちんばかりになった。フロールヴと彼の部下は怒って廷臣を火の中へ放り込んだ。ユルサが駆けつけて彼らに角いっぱいの金とスヴィーアグリスを与え、逃げるように頼んだ。フロールヴたちは馬に乗ってフューリルの野を行くと、アジルスと彼の部下が追ってくるのが見えた。追われる男たちが金を野に投げたので、追跡者たちは金を集めるために足を止めた。しかしアジルスは自身の馬スロングヴィル（Slöngvir）に乗って追跡を続けた。するとフロールヴはスヴィーアグリスを投げ、アジルスが槍で指輪を拾うために身を屈めるのを見た。フロールヴはスウェーデンで最も権勢のある男が腰を曲げるのを見たと叫んだ。

## 「ユングリンガ・サガ」
スノッリ・ストゥルルソンが自著『ヘイムスクリングラ』の「ユングリンガ・サガ」でアジルス（Aðils / Eadgils）とユルサ（Yrsa）の物語を語る出典としてスキョルドゥンガ・サガを用いた。現存する「スキョルドゥンガ・サガ」はアルングリームル・ヨーンソンによるラテン語の要約のみであるため両者の内容はほぼ同じであるが、主な違いはアルングリームル版の方がより簡潔な点である。
スノッリはアジルスはゲイルショールヴ（Geirþjófr）と王妃の権勢あるアーロヴ（Alof）が治めるザクセンへ略奪へ行ったと言及する。王と王妃はいなかったため、アジルスとその部下たちは居住地をたやすく略奪し、畜牛と捕虜を船へ追い込んだ。捕虜の中にはとりわけ美しいユルサという名の少女がいて、スノッリは誰もがこの礼儀正しく優れた聡明な少女に感銘を受けたと書く。最も感銘を受けたのは彼女を王妃にしたアジルスだった。
数年後、ライアを治めるヘルギ（Helgi / Halga）はスウェーデンを攻撃しユルサを捕らえた。彼は自身の娘ユルサを犯してライロ（ライア）へ連れ去り、そこで彼女は息子のフロールヴ（Hrólfr）を産んだ。彼が3歳のとき、ザクセンの王妃でユルサの母は彼女の元を訪れ彼女の夫ヘルギはユルサの父親だと告げた。ユルサは息子を置き去りにしてアジルスのところへ戻った。そして終生スウェーデンに留まった。フロールヴが8歳になるとヘルギは遠征で死に、フロールヴは国王に宣言された。
スノッリは「スキョルディング・サガ」にフロールヴがウプサラへ来てフューリスの野に黄金を蒔いた経緯について詳細な説明が含まれていると簡潔に触れるだけ説明を終えている。

## 「グロッティの歌」

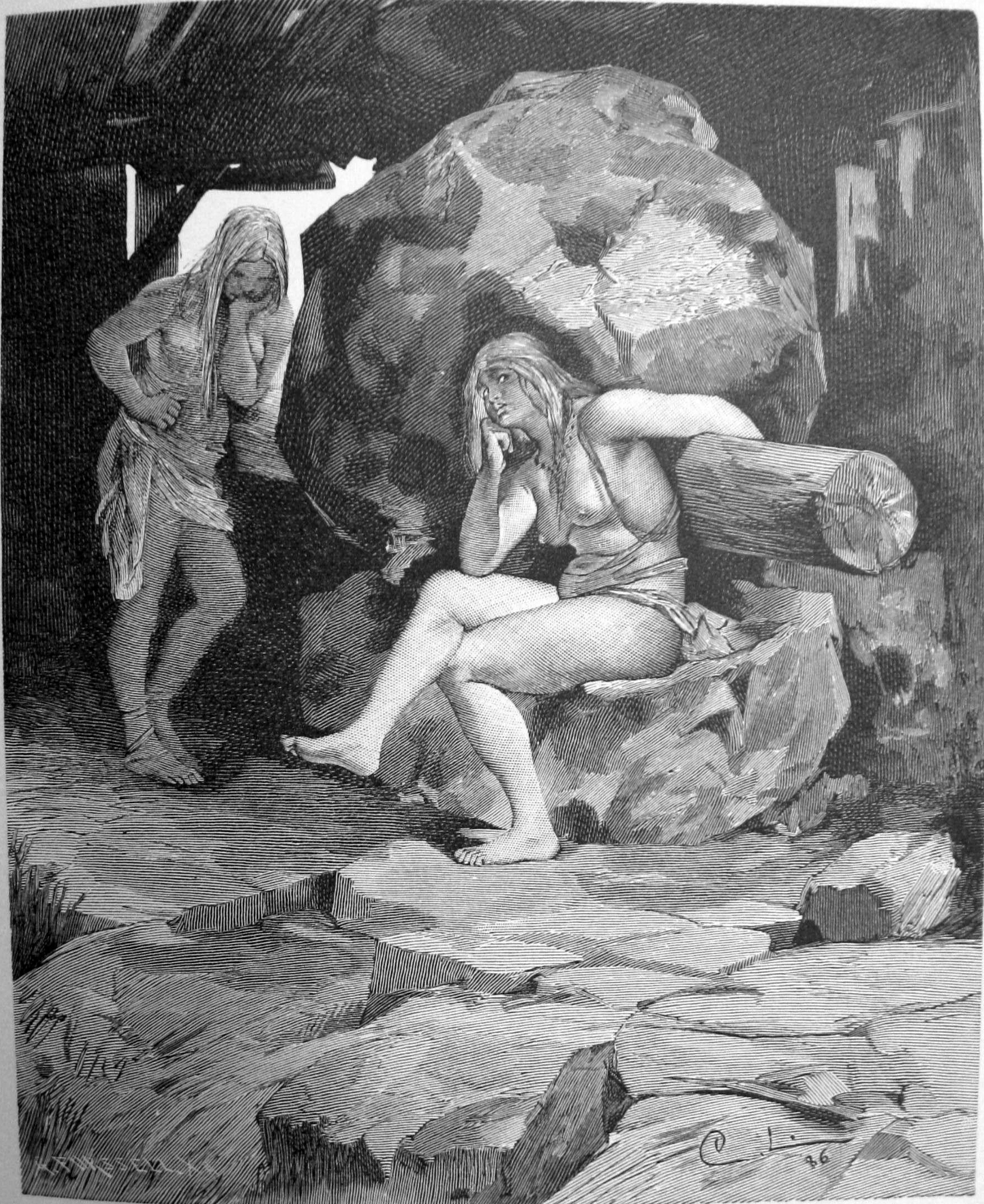
石臼のフェニヤとメニヤ

「グロッティの歌」には巨人女のフェニヤとメニヤが歌うスタンザ（22連目）があるが、それはユルサと彼女の息子であり弟、つまりフロールヴ（Hrólfr / Hroðulf）がフロージ（Fróði / Froda）に復讐する状況が以下のように述べられる。

| Mölum enn framar. Mun Yrsu sonr, hefna Fróða; sá mun hennar heitinn verða burr ok bróðir, vitum báðar þat. Let us grind on! | Yrsa's son, Hálfdan's kinsman, will avenge Fródi: he will of her be called son and brother: we both know that.(Thorpe's translation) | もっとひき続けよう。 ユルサの子は ハールダナルと一緒に フロージに復讐するだろう。 ユルサの 子で弟と 呼ばれるだろう。 わしら二人はそれを知っている。 |  |

この詩の一節は、フロージ（Fróði / Froda）をハールダン（Halfdan / Healfdene）の腹違いの兄弟とする「フロールヴ・クラキのサガ」では、フロージがフロースガール（Hróarr /Hroðgar）に殺害されるため触れられることはない。しかしロルフォ（Rolfo / Hroðulf）の叔父ロア（Roas / Hroðgar）が腹違いの弟フロド（Frodo / Froda）に殺害されたとする「スキョルドゥンガ・サガ」の物語を通じればその内容を読み取ることができる、

## 「ガウトレクのサガ」
フロールヴ・クラキは1300年頃に書かれた『ガウトレクのサガ』で、冒険家レフが2匹の犬を含む贈り物を携えてやって来たところで簡単に紹介される。この贈り物のお返しにフロールヴは赤金で出来たヘルメットと鎖帷子を贈る。

## 近世近代の言及
デンマークの劇作家ヨハネス・イーヴァルはサクソによる『デンマーク人の事績』の物語に基づいて「ロルフ・クラーウ（Rolf Krage）』 （1770年）の脚本を書いた。デンマークの詩人アダム･エーレンスレイヤーは 詩 Helge: et Digt（1814年）を書いた。
アメリカの作家ポール・アンダースンは自身の小説Hrolf Kraki's Sagaでフロールヴ・クラキの物語を用いている。アンダースンの物語はより前の世代から始まり、おおよそ「フロールヴ・クラキのサガ」で述べられる内容を踏襲している。本作は多くのファンタジーのファンか好評を博した。
「セリーチ・スペル（Sellic Spell）」はJ・R・R・トールキンによる小説化で、2014年5月11日に出版された Beowulf: A Translation and Commentary に収録された。 トールキン自身はこの作品を「「ベーオウルフ」の民話的な要素の背後にあるアングロ・サクソンの物語を再構築しようとした限定的な試み」と解説している。